# Bolesław Piotrowski
Bolesław Piotrowski (ur. 8 grudnia 1885 w Lublinie, zm. 13 grudnia 1941 w Bucharze) – pułkownik piechoty Wojska Polskiego.

## Życiorys
Bolesław Piotrowski urodził się 8 grudnia 1885 w Lublinie.
Po odzyskaniu przez Polskę niepodległości wstąpił do Wojska Polskiego. Został awansowany na stopień pułkownika ze starszeństwem z 1 czerwca 1919. Od 10 lipca 1922 był kwatermistrzem 52 Pułk Piechoty w Złoczowie, po czym od 6 stycznia 1923 jako tytularny pułkownik pełnił funkcję zastępcy dowódcy 51 Pułku Piechoty w Brzeżanach. Następnie został zweryfikowany w stopniu pułkownika piechoty ze starszeństwem z dniem 1 stycznia 1928. W 1928 był członkiem Oficerskiego Trybunału Orzekającego. W 1934 jako pułkownik przeniesiony w stan spoczynku był przydzielony do Oficerskiej Kadry Okręgowej nr II jako oficer przewidziany do użycia w czasie wojny i pozostawał wówczas w ewidencji Powiatowej Komendy Uzupełnień Zamość.
Podczas II wojny światowej zmarł 13 grudnia 1941 w Bucharze na obszarze Związku Sowieckiego.